# IL Vestar
Le Idrettslaget Vestar (ou IL Vestar) était un club norvégien de handball et d'athlétisme basé à Oslo.
Fondé en 1953 sous le nom de Vestlendingenes IL, il est renommé IL Vestar en 1960. 
Il est principalement connu pour sa section de handball féminin, qui domine la scène nationale dans les années 1970.

## Palmarès
compétitions internationales
- demi-finaliste  de la coupe des clubs champions en 1977[1]

compétitions nationales
- champion de Norvège (7) en 1972, 1973, 1974, 1975, 1976, 1977 et 1978
- vainqueur de la coupe de Norvège (2) en 1972 et 1973

## Joueuses historiques
- Henriette Henriksen
- Linn Siri Jensen
- Ingrid Steen